# The Wonder Years (álbum de Wonder Girls)
The Wonder Years é o primeiro álbum de estúdio da banda e Grupo sul-coreano Wonder Girls. Foi lançado em 13 de setembro de 2007 pela JYP Entertainment

## Lista de faixas
| N.º            | Título         | Letras         | Música         | Duração |  |
| 1.             | "I Wanna"      |                |                | 3:46    |  |
| 2.             | "This Fool"    |                |                | 3:48    |  |
| 3.             | "Tell Me"      |                |                | 3:37    |  |
| Duração total: | Duração total: | Duração total: | Duração total: | 46:46   |  |

## Referencias
1. ↑  http://www.hanbooks.com/wogiwoye1al.html
2. ↑  https://www.discogs.com/Wonder-Girls-The-Wonder-Years-The-First-Album/release/7200970